# Christelijke missie
Missie is het geheel van bekeringsactiviteiten die uitgingen van de christelijke kerk, vanaf de klassieke oudheid tot en met de late middeleeuwen. Daarbij werd geweld niet geschuwd, zoals bij de bekering van de Saksen door Karel de Grote en tijdens de kruistochten. Gedoopten die zich niet aan het gezag van de kerk onderwierpen, liepen na 1500 het risico van vervolging door de katholieke inquisitie en door calvinistische geloofsrechtbanken. Na 1500, met de opkomst van het protestantisme tijdens de Reformatie, ging de term missie in het Nederlands uitsluitend verwijzen naar bekeringswerk vanuit de Rooms-Katholieke Kerk. Het protestantse equivalent is de zending. 

## Geschiedenis

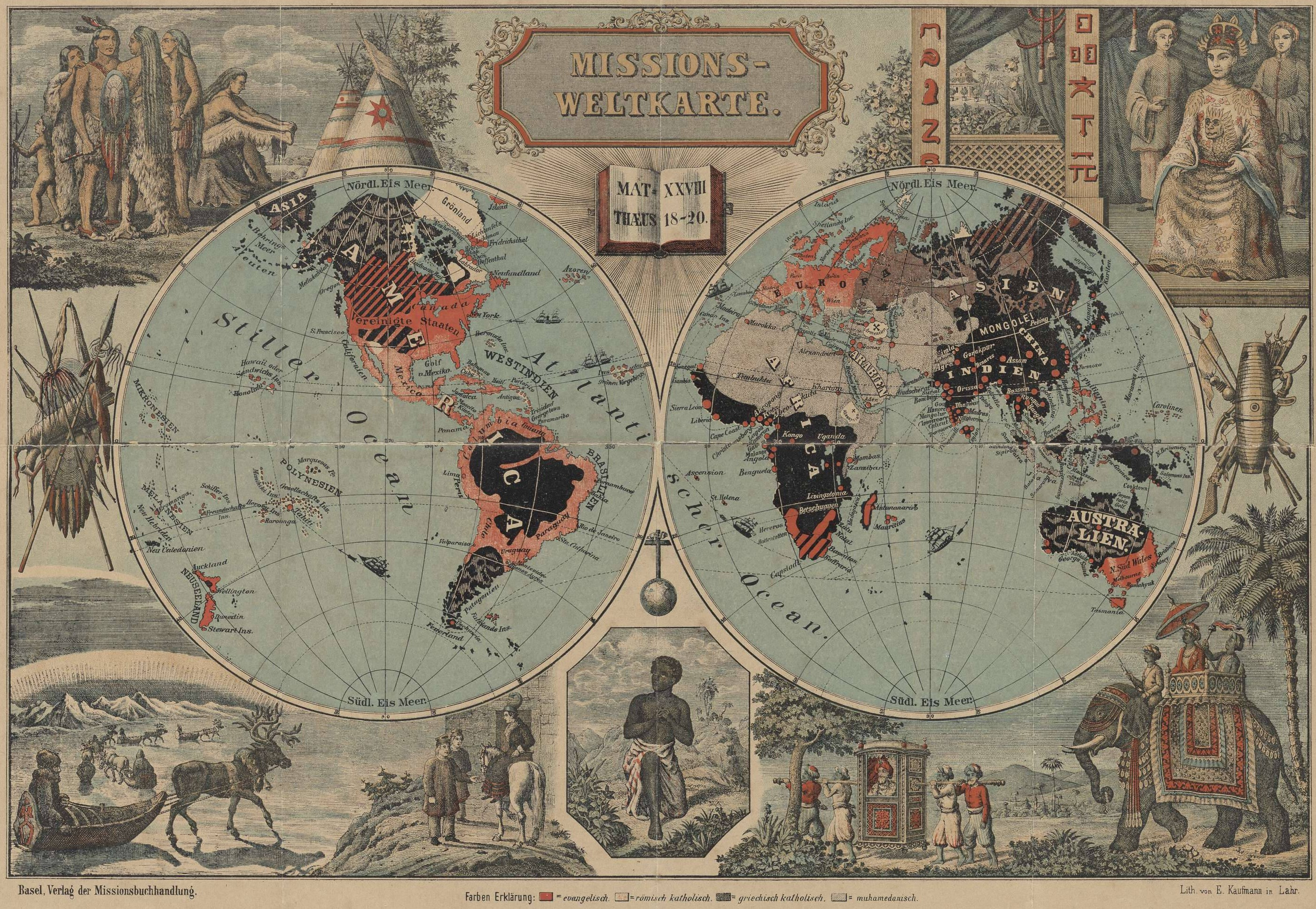
Missie-wereldkaart uit 1891. Bron: Vrije Universiteit Amsterdam

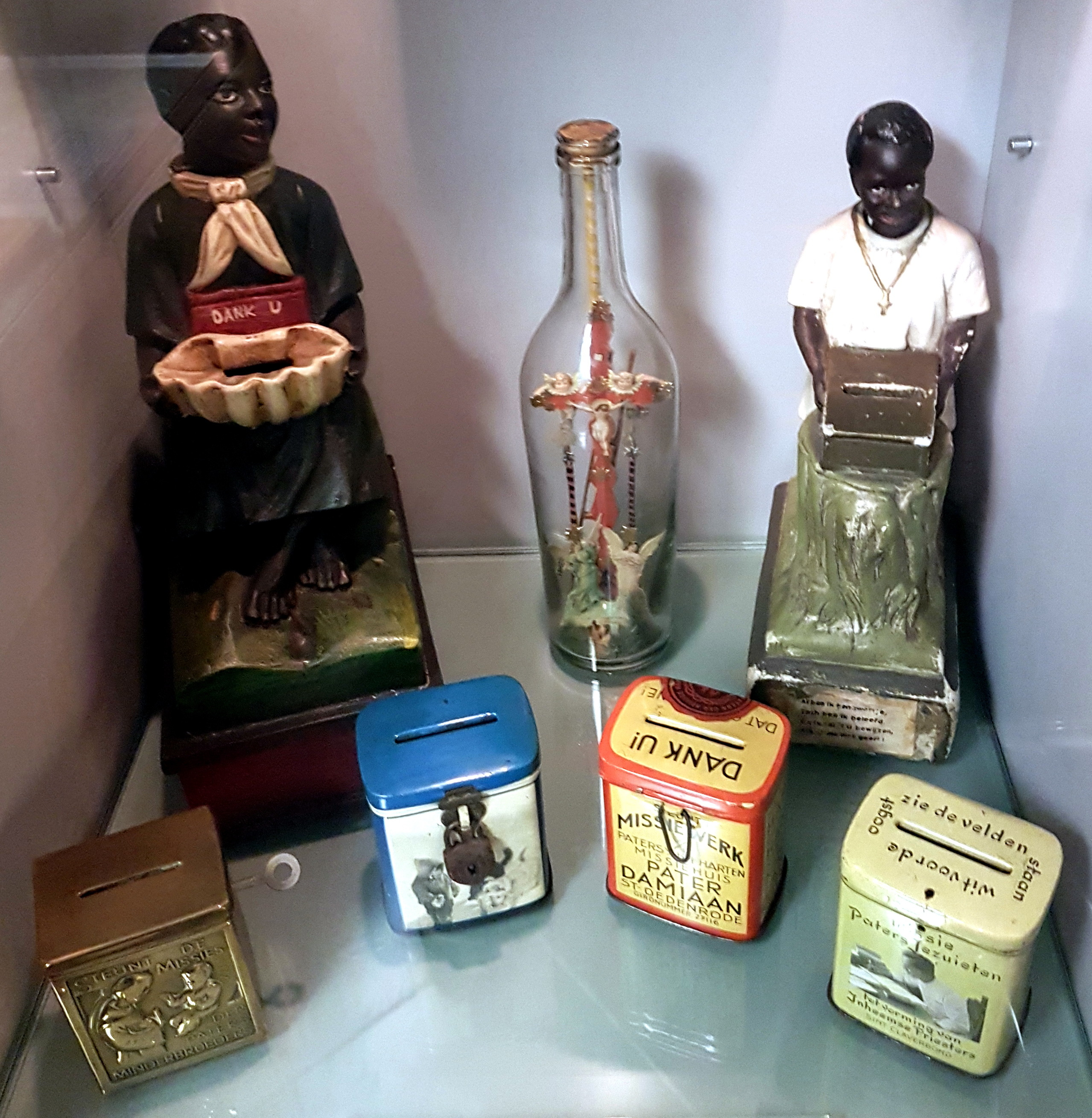
Missiebusjes in de Schatkamer van de O.L.-Vrouwebasiliek, Maastricht

### Romeinse tijd
Na het Pinksterfeest in Jeruzalem begon volgens de Bijbel de evangelieverkondiging, eerst in Jeruzalem en het Heilige Land, later ook in andere delen van het Romeinse Rijk, voornamelijk rondom de Middellandse Zee, maar volgens de overlevering ook onder andere in Ethiopië en India.

### Eerste golf
De eerste missionaris in het huidige België en Zuid-Nederland, zou volgens de overlevering Sint-Servaas zijn geweest (vierde eeuw), toen de Romeinen niet langer over deze streken heersten. In de zesde en zevende eeuw missioneerden in België, Nederland en Duitsland Ierse en Angelsaksische monniken, maar ook werden er hoge functionarissen op uit gestuurd als de bisschoppen Amandus van Gent en Eligius van Noyon-Doornik. Uit de overlevering is bekend dat Eligius alle heiligdommen die vereerd werden door Germaanse bewoners van de beneden Schelde-vallei, de Andouerpi (Antwerpenaren), liet vernietigen.
Bekende geloofsverkondigers in de Nederlanden, na Servaas, zijn daarnaast geweest Willibrord, Bonifatius, Liudger, Lebuïnus en Odulphus. De kerstening van de Slaven werd vanuit Byzantium ondernomen door de HH. Cyrillus en Methodius in de 9e eeuw.

### Tweede golf
Een tweede golf van missionarissen trok Europa uit in het kielzog van ontdekkingsreizigers en kolonisten. In de 19e eeuw beleefde de katholieke missie een grote bloei. Er werden nieuwe missiecongregaties opgericht, zoals bijvoorbeeld de Oblaten in 1816 en de Witte Paters in 1868. Veel congregaties kregen een missiegebied toegewezen. Er werden ondersteunende organisaties opgericht, vaak met een eigen tijdschrift. In kerken werd gecollecteerd voor de missie en bij veel katholieke middenstanders stond een missiebusje op de toonbank.
De missioneringsactiviteit uit die tijd kan niet los gezien worden van de kolonisatie die in dezelfde periode plaats vond; soms ging de missie-activiteit vooraf aan de kolonisatie; in Noord- en Zuid-Amerika was dat meestal andersom.
De Heilige Stoel nam het voortouw in de missieactiviteiten: Paus Pius VII (1800-1823) richtte de organisatie voor de verbreiding van het geloof Propagande Fide weer op, die door Napoleon was afgeschaft. Gregorius XVI (1831-1846) stichtte talrijke bisdommen en vroeg aan de bisschoppen om een plaatselijke clerus te vormen, hetgeen moeizaam ging.
Ook in de 20e eeuw bleef de missie een belangrijk aandachtspunt van de pausen. In 1920 verklaarde Benedictus XV (1914-1922) de jonge zwarte christenen die in de periode 1885-1887 in Oeganda als martelaren stierven zalig. Paus Pius XI (1922-1939) wijdde in 1926 de eerste zes Chinese bisschoppen, gevolgd in de jaren daarna door Japanse, Vietnamese en Afrikaanse bisschoppen. In die periode ontstond ook de missiologie als een studie op zich: een grondige studie van de sociologie en de psychologie van de bevolking in de missiegebieden hielp bij het bekeringsproces. Men trachtte ook meer dan in het verleden die gebruiken van de lokale bevolkingen te behouden die niet strijdig waren met de katholieke moraal. In 1900 telde de Kerk 6.106 missionarissen en in 1933 11.181. Paus Pius XII (1939-1958) benoemde tijdens het consistorie van 1946 de eerste Chinese kardinaal (Thomas Tien Ken-sin).
Tot aan de Tweede Wereldoorlog reisden Europese missionarissen meestal per boot naar buiten-Europese gebieden. In 1950 werd er een speciale reisorganisatie opgericht: Raptim. Er werden scholen en ziekenhuizen opgericht. De Heilige Stoel en Propagande Fide drongen aan op de vorming van een inheemse clerus in Afrika, Oceanië en Zuidoost-Azië.
Nederlandse missieijver
In de vier eeuwen van 1500 tot 1900 werden in totaal 1.231 Nederlandse missionarissen uitgezonden. De opbloei lag in de decennia rond 1900: In de jaren 1851-1860 werden er 'slechts' 42 uitgezonden, in het laatste decennium (1890-1900) was dit getal opgelopen tot 248. Rond 1920 waren er 2.300 en in 1940 6.293 Nederlanders wereldwijd in de missies werkzaam. Overigens werkten zij slechts voor een beperkt deel in de Nederlandse koloniën, waar de protestantse zending van oudsher een relatief sterke basis had.